# Katherine W. McCain
Katherine Wootton McCain és una gestora d'informació estatunidenca.
Estudià biologia i obtingué el Batxillerat de Ciències per la Universitat de l'estat de Louisiana en zoologia. El 1972 assoleix el Màster de Ciències per la Universitat d'Eastern Washington. El 1976 comença a treballar com a assistent bibliogràfica de la Biblioteca de Biologia de la Universitat de Temple, el 1983 com a conferenciant de la Graduate School of Library and Information Science de la Universitat d'Austin, a Texas, i el 1984 al College of Information Studies de la Universitat de Drexel. Així doncs, els seus interessos viren cap a la comunicació acadèmica i la gestió dels recursos d'informació. El 1985 es doctora al College of Information Studies de la Universitat de Drexel de Filadèlfia, amb la tesi Longitudinal cocited author mapping and Intellectual structure: a test of congruence in two scientific literatures, essent posteriorment l'anàlisi dels motius que porten un autor a citar-ne un altre un dels seus àmbits d'estudi.
Entre 1980 i 2012 McCain va publicar un total de 64 articles acadèmics sobre ciències de la informació i va rebre al voltant de 400 citacions dels articles dels quals és primer autor; el nombre de citacions arriba gairebé a 800 si es té en compte els articles dels quals és coautora. El 2007 obtingué la medalla Derek de Solla Price, premi biennal instituït per la revista Scientometrics i que el principal guardó en l'àmbit de la cienciometria.